# Cermignano
Cermignano là một đô thị và thị xã của Ý. Đô thị này thuộc tỉnh Teramo trong vùng Abruzzo. Cermignano có diện tích 26 km2, dân số theo ước tính năm 2006 của Viện thống kê quốc gia Ý là 1881 người. 
Các đơn vị dân cư: Bisenti, Canzano, Castel Castagna, Castellalto, Cellino Attanasio, Penna Sant'Andrea, Teramo.
Đô thị Cermignano giáp với các đô thị: